# Olasz Ferenc
Olasz Ferenc (Alsópáhok, 1943. január 1.–) Balázs Béla-díjas magyar fotográfus, filmrendező, érdemes művész.

## Életrajza
A Zala vármegyei Alsópáhokon született. Az általános iskolát szülőfalujában végezte, Keszthelyen a Vajda János Gimnáziumban érettségizett. 1965-ben magyar-történelem-ének szakos tanári diplomát szerzett Egerben, majd 1968-ban a szegedi József Attila Tudományegyetem magyar-történelem szakán is diplomázott. Zircen, Pápán és Hévízen gimnáziumban tanított.
1970. szeptember 1-jétől a Magyar Televízióban asszisztensként, szerkesztőként, majd a Filmművészeti Főiskolán végzett tanulmányai után 1972-től 2002-ig rendezőként dolgozott.
Első filmjét (Fejfák) a református temetők sírjeleiről készítette 1973-ban, első fotókiállítását is ebben az évben rendezte a Ferencvárosi Pincetárlatban. Az elmúlt évtizedekben több mint száz képzőművészeti (zenei, irodalmi) filmet készített a Nagyszentmiklósi kincstől a középkori magyarországi művészet legszebb emlékein át (A Szent Korona, Szent László herma, Halotti beszéd) Csontváry-ig. Ezek mellett a népi vallásosság tárgyi emlékeinek bemutatását tekintette legfontosabb feladatának.
Filmjeiben a zenei és képzőművészeti alkotások vizuális megjelenítési lehetőségeit, az alkotó interpretáció formáit kereste.
Az elmúlt ötven évben mintegy száz kiállítása volt a Vigadó Galériától Krakkóig, Tihanytól Párizsig, Rómától Alsópáhokig.
Első könyve, a Fejfák 1975-ös megjelenése óta mostanáig 13 fotóalbuma jelent meg.
A Magyar Művészeti Akadémia rendes tagja.
Honlapja: www.olaszferenc.hu

## Kitüntetései
- Magyar Művészetért díj (1991)
- A Magyar Köztársasági Érdemrend tisztikeresztje (1994)
- Magyar Örökség díj (1998)
- Zala megye díszpolgára (2005)
- Alsópáhok díszpolgára (2009)
- Balázs Béla-díj (2013)
- Prima Primissima közönségdíj (2016)
- Prima díj – Magyar képzőművészet kategória (2016)
- Érdemes művész (2019)

## Díjnyertes filmjei
Bilbao, 1977
- Fejfák

Melbourne Film Festival, 1978 
- Csontváry: Mária kútja Názáretben
- A veleméri Szentháromság templom
- Fejfák

Asolo, 1979 
- Csontváry: Mária kútja Názáretben

Bilbao, 1980 
- Csontváry: A Libanoni Cédrusok

Bolzano, 2000
- A veleméri Szentháromság templom

## Hitvallása
"1943. január 1-jén születtem Alsópáhokon. A falu két szélén állított kereszt mintha életemet – a születéstől a halálig – jelképezné... Emberi életünk két pólusa között egy-egy ház előtt a hit, a vágy, a szerelem, a hűség, a remény, az öröm és a fájdalom keresztjei, életem stációi. Bármeddig is jutottam, ma sem léptem ki szülőföldem kapuin, bárhová vetődök is, hordozom ezeket a határokat. Zajos, túlhajszolt életünket megszólító, meditációra hívó hangnak szánom munkáimat, vigaszul a HIT és az ÉLET mulandósága ellen. Egyre kevesebb ember törődik azzal, hogy személy szerint ő tisztességesen cselekszik-e vagy sem. Egyre kevesebb embert érdekel saját lelkének vagy lelkiismeretének tisztasága. Képletesen szólva: egyre több emberben hal meg az Isten, és űr marad a helyén. Amíg mindenki hatalomról beszél, és senki sem emlegeti hitelt érdemlően vagy meggyőzően a saját, egyszemélyi emberi felelősségét, addig eleve kieszközöljük magunknak a fölmentést. Ha mindenki úgy dolgozna a saját szakmájában, mintha csak rajta múlna a világ jobb sorsa... A pannonhalmi apátság egyik kápolnájában a magasban találkozó kőívek tetejére – a templomban lévők számára láthatatlan helyre – virágokat faragott a középkori mester. Az a kőfaragó teljességre törekedett, számára az volt a természetes. Ugyanennek a templomnak a díszkapujánál tíz pár gyönyörűen csiszolt oszlop áll, melyekről úgy derült ki, hogy a barokk alkotásai, hogy a restaurátorok felfedezték: az oszlopok háta, falnak támaszkodó része (amit a templomban lévő szintén nem láthat) nincs kifaragva, rücskös. ÉN A LÁTHATATLAN VIRÁGOKHOZ VONZÓDOM."

## Könyvei
- Fejfák – Magyar Helikon (1975)
- Mindörökké – Magyar Helikon (1978)
- Székelykapuk – Hunnia Filmstúdió (1989)
- Dicsértessék – Optimum Kiadó (1989)
- Mindörökkön örökké I-II. – Pierrot Kiadó (2001-2002)
- Ecce Homo I-II. – Pierrot Kiadó (2005-2006)
- Mindörökkön örökké. Meditációs könyv, 1-2.; Pierrot, Budapest, 2008
- Te Deum – Pierrot Kiadó (2011)
- Dicsértessék – második, bővített kiadás – Pierrot Kiadó (2013)
- Passió – Kálváriák a Kárpát-medencében – Pierrot Kiadó (2015)
- Aquila János; szövegvál. Kovács Klára; Pierrot Bt., Budapest, 2017

## Kiállításai
- Pécsi Orvostudományi Egyetem (1972)
- Salgótarján, Művelődési Központ (1972)
- Budapest, Ferencvárosi Pincetárlat (1973)
- Alsópáhok, Művelődési Ház (1974)
- Keszthely, Karmelita templom (1984)
- Veszprém, Piarista templom (1985)
- Esztergom, Keresztény Múzeum (1989)
- Strasbourg, Egyetem (1990)
- Várszínház (1991)
- Párizs, Magyar Intézet (1996)
- Győr, Bencés Gimnázium (1996)
- Budapest, Vigadó Galéria (1998)
- Etyek, Botpuszta (1998)
- Esztergom, Keresztény Múzeum (1999)
- Zirc, Városi Galéria(1999)
- Győr, Városi Könyvtár (2000)
- Krakkó, Arsenal (2000)
- Alsóörs, Törökház (2000)
- Keszthely, Goldmark Károly Művelődési Központ (2000)
- Piliscsaba, Pázmány Péter Katolikus Egyetem (2000)
- Győr-Révfalu, Katolikus plébánia (2001)
- Párizs, Magyar Intézet (2001)
- Pápa, Somogyi József Galéria (2001)
- Celldömölk, Könyvtár (2001)
- Sopron, Katolikus Konvent (2001)
- Építészek Háza (2002)
- Martonvásár (2003)
- Nagykovácsi (2003)
- Róma, Magyar Intézet (2003)
- Tapolca, Művelődési Központ (2003)
- Tihany, Bencés Apátság Galéria (2004)
- Veszprém, Székesegyház (2004)
- Révfülöp, Tóparti Galéria (2004)
- Alsópáhok, Művelődési ház (2005)
- Keszthely, Georgikon Múzeum (2005)
- Felsőpakony, Római Katolikus templom (2005)
- Zalaegerszeg, Hevesi Sándor Színház (2005)
- Szent István-bazilika altemploma (2006)
- MOM Kulturális Központ (2007)
- Nagykovácsi, Művelődési ház (2007)
- Keszthely, Balaton Színház (2008)
- Sümeg, Kisfaludy Művelődési Központ (2008)
- Budapest, Barabás-villa (2008)
- Devecser, Római Katolikus templom (2010)
- Budapest, Várnegyed Galéria (2011)
- Keszthely, Balaton Színház (2011)
- Budapest, MOM Kulturális Központ (2013)
- Keszthely, Balaton Színház (2013)
- Zsámbék, Piarista Iskola (2013)
- Vigadó Galéria, Budapest – életműkiállítás (2016)

## Filmjei
- Fejfák – 1973
- Az Esztergomi Keresztény Múzeum kincsei – 1974
- Nagy Balogh János – 1974
- A Veleméri Szentháromság templom – 1975
- Pietà (Keszthelyről) – 1975
- Medgyessy Ferenc – 1975.
- Csontváry: Mária kútja Názáretben – 1975
- Kolozsvári Tamás: Kálvária-oltár – 1977
- Fülep Lajos – 1977
- Mexikó arca – 1977
- Csontváry: A Libanoni Cédrusok – 1978
- A siklósi vár – 1978
- A nyírbátori Ferences templom – 1979
- Töredék (A mulandóság fölé) – a népi vallásosság tárgyi emlékei – 1978–82
- Mindörökké
- Kőkrisztus
- Sirató
- Harangláb
- Mária-siralom
- Madonna
- Mindenszentek
- Üvegképek
- Pléh-Krisztus
- A tákosi templom
- Krucsay-oltár
- Nemeskéri evangélikus templom
- Vasboldogasszony – Mária-oltár
- Virágozó asztalosok (festett famennyezetes templomok) I. Reneszánsz emlékek
- Virágozó asztalosok (festett famennyezetes templomok) II. Dunántúl
- Virágozó asztalosok (festett famennyezetes templomok) III. Kelet-Magyarország
- Virágozó asztalosok (festett famennyezetes templomok) IV. Észak-Magyarország
- Kálvária
- A mulandóság fölé (faépítészet)
- Kondor Béla: Szentek bevonulása – 1983
- A nagyszentmiklósi kincs I -II – 1984
- Gyászvers Bartók Béláért – 1985
- Nap a Holdhoz (zenei meditáció Assisiben) – 1985
- Festa Musica Pro (Assisi II) – 1985
- Gloria (Giotto, Lorenzetti...) – 1985
- M.S.Mester – Ave Maria – 1986
  - Passió – 1986
- Csontváry Kosztka Tivadar – 1985–86 – Fátum
- Csontváry Kosztka Tivadar – Metamorfózis
- Csontváry Kosztka Tivadar – Szintézis
- Csontváry: Siratófal – 1987
- Gyöngyöspata temploma – 1987
- Rachmanyinov: Vesperás – 1987
- Úrkoporsó Garamszentbenedekről – 1988
- Szent László herma – 1989
- Mária halála Kassáról – 1989
- Mária főoltár Csíkmenaságról – 1989
  - Ave Gratia
  - Keresztút
- Magyar Szentek – 1989
- Lőcsei Krónika – 1990
- Lőcsei Pál – 1990
- Mersits Piroska – 1990
- A Vizsolyi Biblia – 1990
- El Greco – 1990
- Kolozsvári Testvérek: Szent György – 1990
- Makovecz I – 1990 (Faluházak)
- Makovecz II – 1991 (Templomok, Sevilla)
- Angyali üdvözlet – 1992
- A Templomépítő – 1992 (Makovecz: Paksi templom)
- Magyar ereklyék, szent jelképek – 1993-94
  - Nemzeti dal
  - Himnusz
  - A Szent Korona
  - Ómagyar Mária-siralom
  - Szózat
  - Halotti beszéd és Könyörgés
  - Zászlók
  - Te Deum
  - Magyar Te Deum
- Gyertyaszentelő Boldogasszony – 1995
- Gyümölcsoltó Boldogasszony – 1995
- Országépítő (Csenger) – 1995
- Szivárvány havasán – 1996
- Gyászvers – 1996
- Adj békét, Uram! (István, a király) – 1998
- Önarckép – Pitti Katalin – 1998
- Panaszkodás Istennek – Petrás Mária – 1999
- Megszentelt tér (Makovecz Imre templomai) – 1999
- Isten virágos zsoldosa (Czine Mihály) – 1999
- Keresztény Múzeum I Középkori magyar művészet – 1999
- Keresztény Múzeum II Olasz művészet – 1999
- Keresztény Múzeum III Osztrák, németalföldi művészet – 1999
- Árpád-házi szentek (Somogyi Győző) 2000
- A Mennyország kapuja (Törley Mária) – 1999
- Orgonaépítő (Váradi és Társa) – 2000
- Munkácsy Mihály: Passió (Trilógia) – 2000
- Mennyből az Angyal – 2000
- A veleméri Szentháromság templom – 2000
- Az Esztergomi Bazilika Kincstára – 2001 
  - Ötvöstárgyak
  - Miseruhák
  - Mátyás Kálvária
  - Suky-kehely
- Szent István Bazilika – 2001
- A Tákosi templom – 2001
- A Csarodai templom – 2001
- Magyarok tündöklő csillaga (Törley Mária: Szent István) – 2001
- Kassa: Szent Erzsébet székesegyház – 2001
- Kassa: Szent Erzsébet-oltár -2001
- Stephaneum (Makovecz Imre: Piliscsaba) – 2002
- Gelence – 2002
- Szent György-hegy – 2002
- Szent kövek (Középkori szakrális emlékek a Balaton-felvidéken) – 2002

## Bibliográfia
- Itt a lehetőség (fotó, 1971/6)
- Csönd és árnyék (Fotóművészet, 1971/4)
- Fotókiállítás a POTE aulájában (Dunántúli Napló, 1972. április 26.)
- Triptichon. Nívódíj (Fotóművészet, 1973/3)
- Ábel Péter: Ballada 24 képben (fotó, 1974/3)
- (r.p.): Filmszemle (Új Ember, 1974)
- Falus Róbert: Könyvszemle – Fejfák (Népszabadság, 1975. december 16.)
- Fekete Gábor: Olasz Ferenc – Fejfák (Új Ember, 1976. február 1.)
- Timon Kálmán: Olasz Ferenc – Fejfák (Magyar Építészet, 1976/1)
- Nádai Ferenc: Elfogultan a Fejfákról (Fotóművészet, 1976/2)
- (g.m.): Olasz Ferenc, a szavak nélküli műelemző (Film Színház Muzsika, 1977. július 11.)
- Tüskés Gábor: Út menti keresztek (Múzsák, 1978/1)
- (Fekete): Filmkalauz (Új Ember, 1978. július 9.)
- A veleméri Szentháromság templom; Csontváry: Mária kútja Názáretben; Fejfák (Melbourne Film Festival 27., 1978)
- Lugos Péter: Mindörökké (Új Ember, 1979. május 20.)
- R. Balázs Katalin: Mindörökké (Vigilia, 1979. szeptember)
- Fénnyel írt vallomások (Lobogó, 1979. október 25.)
- (fekete): A nyírbátori református templom (Új Ember, 1982. július 18.)
- (sz.cs.): Olasz Ferenc fotókiállítása (Új Ember, 1984. augusztus 12.)
- dr. Németh Lajos: Töredék (RTV Újság, 1984. december)
- (Sz.A.): A mulandóság ellen (Új Tükör, 1984. december 23.)
- Cséby Géza: Olasz Ferenc fotóművészről (Somogy, 1985/1)
- (gách): Töredék (Film Színház Muzsika, 1985. január 19.)
- A népi vallásosság emlékei (Új Tükör, 1985. április 25.)
- Ablonczy László: O. F. Mester töredékei (Magyar Ifjúság, 1985. augusztus 30.)
- Ablonczy László: Nap a Holdhoz (Film Színház Muzsika, 1986. június 21.)
- Tamás István: Glória (Új Tükör, 1987. május 10.)
- Olasz Ferenc: Adventi Tűnődések (Film Színház Muzsika, 1987. december 26.)
- Szokolay Sándor: Esti áhítat (Film Színház Muzsika, 1988. április 23.)
- Tóth: Virrasztás (Új Ember, 1984. április 24.)
- Békesség az embereknek (Magyar Ifjúság, 1988. december 23.)
- Németh Lajos: Olasz Ferenc Csontváry-filmjei (Film Színház Muzsika, 1989. június 17.)
- Ablonczy László: Mária könnye (Tiszatáj, 1989/11)
- Lőcsei Gabriella: Vidám alleluja? (Magyar Nemzet, 1990. április 18.)
- Németh Lajos: Olasz Ferenc: Dicsértessék (Hitel, 1990/V)
- Lukács László: Íme, az ember! (Magyar Hírek, 1990/23-24.)
- Hűség a hithez (Kisalföld, 1990. augusztus 4.)
- Olasz Ferenc fotókiállítása (Ring, 1991. szeptember 17.)
- P. Szabó Ernő: Mulandóság és öröklét között (Új Magyarország, 1991. október 17.)
- Kiss Dénes: Olasz Ferenc képmindensége (Magyar Fórum, 1991. december 5.)
- Fekete Gábor: Az alsópáhoki feszületek vonzáskörében (Új Ember, 1992. március 1.)
- Ablonczy László: Mindörökké (Mondat, 1992)
- Székelykapuk (Alföld, 1992/6)
- Lőcsei Gabriella: Vendégjárás – Olasz Ferenc kisfilmjei (Magyar Nemzet, 1993. december)
- Mindörökké (Alföld, 1993)
- Időszerű (Új Ember, 1994. január 2.)
- Sándor András: Üzenetek Olasz Ferenc optikáján át (Pest Megyei Hírlap, 1994. december 5.)
- Olasz Ferenc: Meditáció (Vasárnapi Magazin, 1994. december 24.)
- Lőcsei Gabriella: Bádogkrisztusok a Kárpát-medencében (Magyar Nemzet, 1996. április 5.)
- Olasz Ferenc: Égi és földi üzenet (Új Magyarország, 1997. március 29.)
- Olasz Ferenc: A Magyar Televízió, mint antivizuális média (Új Magyarország, 1997. április 1.)
- Makovecz Imre: A visszafordíthatatlan visszafordítása (Magyar Iparművészet, 1998/1)
- Fekete Judit: Olasz Ferenc Pléhkrisztusai (Magyar Nemzet, 1998. január 8.)
- M.L.: Kőkrisztusok, Pléhmáriák (Magyar Hírlap, 1998. január 8.)
- Sz.G.: Művészetből ima (Magyar Hírlap, 1998. január 11.)
- P. Szabó Ernő: Krisztus ég és föld között (Új Magyarország, 1998. január 14.)
- Péntek Orsolya: Nagyítás (Belváros – Lipótváros, 1998. január 21.)
- Ablonczy László: Jelentés a völgyből (Reformátusok Lapja, 1998. február 1.)
- Magyar Örökség-díj (Magyar Iparművészet, 1998/2)
- Olasz Ferenc: Ne mondd a fényt árnyéknak, az árnyékot pedig fénynek (Hitel, 1998/3)
- P. Szabó Ernő: Ne vesszen örökségemből... (Napi Magyarország, 1998. április 11.)
- Németh Miklós Attila: Pléhkrisztusok fényképésze (Kossuth Rádió, 1998. június)
- Szabó Lilla: A szépség igézetében (Magyar Szemle, 1998/5-6)
- Feledy Balázs: Hittel, tehetséggel (Magyar Művészeti Fórum, 1998. szeptember 1.)
- Moldován Katalin: Pál Mester és Olasz Ferenc betlehemi angyala (RTV Részletes, 1998. december 21.)
- Bodnár Dániel: Beszélgetés Olasz Ferenccel (Vigilia, 1999. június 14.)
- Kontsek Ildikó: Non nobis, Domine, non nobis... (Esztergom és Vidéke, 1999. szeptember)
- Alexa Károly: A véghez vinnivalókat... (Magyar Nemzet, 1999. szeptember 25.)
- Nagy Gáspár: A kereszt arcai (Közelebb az életemhez, Tiszatáj Könyvek, Szeged
- Olasz Ferenc fejfái (Műemléklap, 1999/11)
- Feledy Balázs: Fotótranszcendencia (Magyar Demokrata, 1999/50)
- fekete: Olasz Ferenc fotói a zirci galériában (Új Ember, 1999. augusztus)
- Olasz Ferenc: Állunk keresztjeink tövében (Vigilia, 1999. december)
- Dr. Kovács István: Olasz Ferenc fotókiállításai (Filmkultúra, 2000)
- Simon Ottó: Mindörökké (Sárkányölő, 2000)
- Nagy Gáspár: Minden a Kereszt jegyében (Magyar Napló, 2000. április)
- Kerékgyártó György: Magyarország színei (Magyar Nemzet, 2000. július 22.)
- Albrecht Sándor: Láthatatlan virágok a Török-házban (Alsóörs, 2000. augusztus 30.)
- Fáy Miklós: Táguló Magyarország (ÉS, 2000/43)
- Fáy Miklós: Jaj, mekkora hülye vagyok! (ÉS, 2001/11)
- K.G.: Út menti Pléhkrisztusok (Magyar Nemzet, 2001. január 22.)
- DI: Kiállítás Olasz Ferenc szakrális fotóiból (Cyberpress, 2001. április 7.)
- Simon Ottó: Csukott szemhéjaink mögött fölvilágló (Fonyódi Helikon, 2001)
- TV-medve díj (Népszabadság, 2001. szeptember 1.)
- Lukácsi Zoltán: Olasz Ferenc meditációs könyve (Heti Válasz, 2001. december 14.)
- Stifner Gábor: Legyen velünk a szeretet angyala (Vasárnapi Újság, 2001. december 23.)
- Ködös hajnalok, vörös naplementék (Magyar Nemzet Műsorújság, 2001. december 24.)
- Szentiványi Katalin: A hit és az élet mulandósága ellen (Magyar Nemzet, 2002. január 5.)
- Sáros László: Olasz Ferenc: Mindörökkön örökké (Országépítő, 2002/1)
- Szakolczay Lajos: Fényképek sugárzása (Új Horizont, 2002/2)
- Végh Alpár Sándor: Zarándoklat Csontváryhoz (Magyar Nemzet, 2002. július 5.)
- Szakolczay Lajos: Mindörökkön örökké ((Magyar Nemzet, 2003. január 2.)
- Németh Miklós Attila: Olasz Ferenc meditációs könyve (Kossuth Rádió, 2003. január)
- Hardi Péter: Olasz Ferenc kálváriajárása (Szabad Föld, 2003. január 31.)
- Feledy Balázs: Mindörökké (Magyar Demokrata, 2003/2)
- Boros Károly: Olasz Ferenc filmrendező (Magyar Demokrata, 2003. február 27.)
- Pallós: Olasz Ferenc: Mindörökkön örökké (Új Ember, 2003. április 27.)
- Pallós: In aeternum (Új Ember, 2004. július 18.)
- P. Szabó Ernő: Olasz Ferenc jótékonysági kiállításai (Magyar Nemzet, 2004. július 19.)
- P. Szabó Ernő: Láthatatlan virágok ragyognak nekünk (Magyar Nemzet, 2004. augusztus 3.)
- Sarusi Mihály: Fotográfiák, zene és versek (Magyar Nemzet, 2004. augusztus 23.)
- A szeretet képei mindig segítenek (Magyar Nemzet, 2004. augusztus 31.)
- Barta Boglárka: Pléh-Krisztus és Boldogasszony (Magyar Demokrata, 2004/30)
- Andrási Katalin: Olasz Ferenc: In aeternum (Ősi Gyökér, 2004. október 17.)
- Cser István: In aeternum (Új Ember, 2004. október 31.)
- Jótékonysági kiállítás a Bazilikában (Magyar Nemzet, 2004. november 25.)
- Gábor Adrienn Angéla: Mire Isten visszatér... (Új Ember, 2004. december 26.)
- Magyar Hajnalka: Rozsdás mellkas fölött gyönyörű arc (Zalai Hírlap, 2005. február 19.)
- Erősíti hitünket. Olasz Ferenc fotóművész kiállítása (Hévíz, Keszthely és Vidéke, 2005. május 19.)
- Döbrentei Kornél: Út menti Krisztusok – Olasz Ferencnek (in: Tartsd meg a sziklát, 2007)
- Péntek Imre: Olasz Ferenc fotográfiáiról (Pannon Tükör, 2006/1)
- Tyentés László: Az igazi művészet látni és gondolkodni tanít (Adventista Egyház Gyülekezeti Híradó, 2006/2)
- Zalka Katalin: Mindörökké tartó pillanatok – Olasz Ferenc fotói (Képmás, 2006. április)
- Sándor György: Szeretetlánc (Magyar Nemzet, 2006. április 8.)
- Végh Alpár Sándor: Köznapló (Magyar Nemzet, 2006. május 1.)
- Szakolczay Lajos: Ecce homo – Olasz Ferenc fotográfus megigazulása (Látó szívvel, Vigilia Kiadó, 2006)
- Olasz Ferenc fotográfus kiállítása (Keresztény-Hon-Lap, 2006. december 4.)
- Kovács István: Olasz Ferenc képei elé (Napút, 2007/3)
- A szépség és a szeretet temploma (MTV Magazin, 2007. április 5.)
- Döbrentei Kornél: Napba nézők (Hitel, 2008/1)
- Szakolczay Lajos: Szakrális a kortárs magyar művészetben (Hitel, 2008/1)
- Könyvbemutató, fotótárlat – Olasz Ferenc: Mindörökkön örökké (Zalai Napló, 2008. október)
- Olasz Ferenc: Mindörökkön örökké – könyvbemutató (Magyar Kurír, 2008. november 29.)
- A fényképek hazatérnek (Alsópáhok hírei, 2009. október)
- Húsvéti áhítat a megújult Várnegyed Galériában (Minálunk.hu, 2011. április 7.)
- R.A.: Fotókiállítással nyit a Várnegyed Galéria (Várnegyed, 2012. április 8.)
- r.a.: Húsvéti áhítat a galériában(Várnegyed, 2011. április 22.)
- Szalay Károly: Húsvéti áhítat (Magyar Demokrata, 2011. április 27.)
- P. Szabó Ernő: A kereszt kettős szövetsége (Magyar Nemzet, 2011. május 3.)
- Tamássy Teréz: Te Deum – magyar Isten-dicséret (Alsópáhok Hírei – 2011. december)
- AI: A válaszadó csend fotósa (Hegyvidék, 2012. január 31.)
- Antal Ildikó: A magyar kultúra napját ünnepelték a MOM-ban (Hegyvidék, 2012. január 31.)
- Ablonczy László: Négy évszak (Hitel, 2013/1)
- Szilléry Éva: Megszűnt az egykori műhely (Magyar Hírlap, 2013. március 25.)
- Zámbó Balázs: Dicsértessék – album a keresztekről (Zalai Hírlap, 2013. március 25.)
- JE: Megrendítő hit – Olasz Ferenc legújabb albuma (Hegyvidék, 2013. március 26.)
- P. Szabó Ernő: Dicsértessék: Album a Kárpát-medence pléhkrisztusairól (MNO, 2013. április 1.)
- P. Szabó Ernő: Pléhkrisztusok dicsérete (Magyar Nemzet, 2013. április 27.)
- Szalay Károly: Dicsértessék (Magyar Demokrata, 2013. 04. 03.)
- Horváth Ágnes: Magyarok (Lánchíd Rádió, 2013. április 3.)
- Szabó Zsolt Szilveszter: Égi Megbízás – Olasz Ferencről Dicsértessék című albumának megjelenése kapcsán (Alsópáhok hírei, 2013/4)
- Szakolczay Lajos: Olasz Ferenc: Dicsértessék (Vigilia, 2013/6)